# 斯塔里亞瓦 (莫斯季斯卡區)
49°52′9″N 23°2′47″E / 49.86917°N 23.04639°E
斯塔里亞瓦（烏克蘭語：Старява），是烏克蘭西部的村莊，隸屬利維夫州的亞沃里夫區。該村處於維什尼亞河畔，始建於1461年，面積2.05平方公里，海拔高度201米，2001年人口910。